# Vétérinaire à domicile
 (juin 2022).
Le vétérinaire à domicile est un praticien qui exerce exclusivement au domicile du client, contrairement à celui qui exerce dans un centre hospitalier vétérinaire, dans une clinique vétérinaire ou un cabinet. Il bénéficie d'un cadre particulier défini par la loi. On distingue deux cas d'interventions à domicile : le cas des urgences vétérinaires strictes à domicile et le cas des consultations médicales de jour non urgentes.

## Législation
En France, pour exercer son métier, un vétérinaire doit avoir un domicile professionnel, déclaré auprès de l'Ordre des Vétérinaires. Il en existe plusieurs sortes, les principaux étant : le cabinet vétérinaire, la clinique vétérinaire et le centre hospitalier vétérinaire. Les définitions des différents domiciles professionnels sont données par l'article R 242-54 du code rural et l'arrêté du 4 décembre 2003, paru au J.O. no 298,. Les articles R242-32 à R242-84 font office de code de Déontologie de l'Ordre des Vétérinaires,.
Le vétérinaire à domicile, qui a un statut très strict, défini par l'article R242-57, fait exception : « Est dénommée vétérinaire à domicile la personne physique ou morale habilitée à exercer la médecine et la chirurgie des animaux qui, n'ayant pas de domicile professionnel d'exercice, exerce exclusivement sa profession au domicile du client. ». Il peut donc exercer la médecine et la chirurgie des animaux au domicile du patient. Néanmoins, d'autres articles du Code Rural (et en particulier l'article R 242-33), exigent que tout vétérinaire n'exerce en aucun cas dans des conditions pouvant compromettre la qualité de ses actes. C'est pourquoi, comme c'est le cas du médecin à domicile pour les humains, certaines interventions ne sont pas pratiquées à domicile (chirurgies lourdes, hospitalisations notamment). Le vétérinaire reste seul juge des limites des actes qu'il pratique à domicile et en assume la responsabilité.
En novembre 2021, l'Ordre National des Vétérinaires a pris « acte de la nécessité de faire évoluer le Code de déontologie dans l'objectif de garantir la qualité des soins vétérinaires [...] lorsque les soins vétérinaires sont dispensés à domicile ou dans les lieux où sont hébergés les animaux. » L'exercice vétérinaire à domicile sera prochainement doté d'un cahier des charges précis à l'instar des autres domicile professionnels d'exercices que sont le cabinet vétérinaire, le cabinet vétérinaire médico-chirurgical, la clinique vétérinaire et le centre hospitalier.

## Historique
De tout temps, le vétérinaire s'est rendu chez son client, avant tout parce qu'il avait à soigner des gros animaux (chevaux, bovins…), difficiles à déplacer. Dans les années 1970, la médecine des animaux de compagnie se développe considérablement, en particulier dans les grandes villes. Copiant le schéma de la médecine humaine (« SOS Médecins » fut fondé par le Dr lascar en 1966 pour faire face aux urgences en région parisienne), et pour répondre à une demande des propriétaires d'animaux, c'est à cette époque que le premier service vétérinaire à domicile (AMI VETO) prend naissance en France, à l'initiative Dr Patat, à la fois médecin et vétérinaire[réf. souhaitée].
Depuis mars 2009, pour défendre leurs intérêts, promouvoir leur mode d'exercice et le standardiser, les praticiens vétérinaires à domicile se sont regroupés en une association loi de 1901 : l'Association des Vétérinaires À Domicile (AVAD). L'AVAD tient à jour un annuaire des vétérinaires exerçant exclusivement à domicile en France avec l'accord du Conseil Supérieur de l'Ordre des Vétérinaires.

## Mode de fonctionnement
Les services vétérinaires à domicile sont soit des services dits « d'urgence » qui n'interviennent que si la situation de l'animal est grave ou semble grave, soit des services non urgentistes. Le vétérinaire à domicile a alors une activité comparable à celle d'un vétérinaire « classique » : il utilise un matériel adapté et transporte avec lui l'ensemble des outils nécessaires à son activité,.

### Vétérinaire à domicile urgentiste
Selon les services et leur importance, les appels sont reçus par un secrétaire via un standard téléphonique ou, plus rarement, directement par le vétérinaire. Lors de ce contact téléphonique, la  difficulté est incontestablement d'apprécier la gravité de la situation et la nature des soins à mettre en œuvre. En médecine humaine, le médecin qui gère l'appel est toujours en relation par une ligne directe avec le SAMU, il peut converser avec son patient et évaluer assez précisément la situation[réf. souhaitée]. En médecine vétérinaire, pour des raisons notamment économiques, ce schéma n'existe pas et, qui plus est, l'interlocuteur du service d'urgence ne peut qu'« interpréter » ce que ressent l'animal à travers les propos du client.  Conformément aux devoirs déontologiques élémentaires de la profession vétérinaire, pour limiter la perte de chance et donner aux clients tous les éléments leur permettant de prendre la meilleure décision pour leur animal, dès le premier contact, il est important de leur rappeler que si son état semble dégradé, il peut être préférable de le faire hospitaliser sans délai dans une structure équipée pour les urgences.

### Vétérinaire à domicile non urgentiste
Le vétérinaire à domicile non urgentiste procède de la même manière qu'un vétérinaire « classique », à la différence près qu'il effectue les soins au domicile de l'animal. Il peut vacciner, ausculter, et même opérer un animal. Dans certains cas, comme pour les humains, des examens complémentaires peuvent être nécessaires (radiographie par exemple), ou l'état du patient nécessite une hospitalisation. Les chirurgies lourdes ne sont pas effectuées à domicile. Le vétérinaire à domicile généraliste propose alors de se rendre dans une structure hospitalière proche. Comme le médecin généraliste en médecine humaine, il intervient comme premier de la chaine de soin vétérinaire.

### Moyens techniques
Le vétérinaire à domicile dispose de matériels de plus en plus spécifiques et adaptés à sa mobilité. Dans le cas des vétérinaires urgentistes, le matériel est inspiré de celui du SAMU. Il dispose, entre autres, du matériel de base ainsi que de kits de perfusion, de réanimation et de suture. Certains peuvent effectuer des analyses sanguines. Comme en clinique vétérinaire, des examens peuvent nécessiter une tranquillisation voire une anesthésie qui est alors réalisée à domicile. En résumer, le vétérinaire à domicile possède tout le matériel nécessaire à l'exercice de sa profession. Seuls certains soins complexes ne peuvent être effectués qu'en clinique. Dans les grandes agglomérations, les vétérinaires urgentistes peuvent disposer d'un véhicule transformé et adaptés au métier. Ils bénéficient d'une certaine tolérance par rapport au stationnement, mais ne peuvent par contre pas utiliser le gyrophare.

## Avantages
Pour le client, les avantages sont nombreux : ne pas se déplacer, ne pas faire subir le stress d'un transport à l'animal, ne pas perdre de temps à patienter en salle d'attente ou, plus exactement, utiliser le temps d'attente du vétérinaire à faire des choses chez soi, ce qui arrange particulièrement les actifs. L'animal reste dans son cadre de vie habituel, ce qui est réconfortant pour lui comme pour sa famille. Cette consultation dans le cadre de vie permet d'examiner l'animal sans perturbations et peut contribuer dans certains cas à  rendre le diagnostic plus pertinent[réf. nécessaire].